# オーパスツー
オーパスツーは松竹芸能に所属する漫才コンビ。

## 概要
デリートエンターテインメントに所属していた時に、別のコンビで活動していた両者が、互いに同時期にコンビを解散したことで2018年に結成。「コメディスタジアム」や「キタイ花ん」といった大阪のインディーズライブで優勝するなど成績を残し、知名度も広めていたが、若手の登竜門である「ABCお笑いグランプリ」の動画審査にエントリーさせてもらえず売れる道筋が立たないという理由で事務所を退所する。その後フリーとして活動していたところ、先輩にあたる森田GMが声を掛け、松竹芸能のネタ見せの機会を受ける。2020年12月18日に正式に松竹芸能に所属。
2022年に設立された劇場「楽屋A」の劇場メンバーとしても活動している。
2024年2月より心斎橋角座にて「オーパスツー ～松竹若手漫才師と言えばわてらや！新ネタ3本、強化ネタ１本、ゲストは〇〇～」と銘打った単独ライブを毎月開催している。2025年はメインタイトルを「オーパスツー2」として引き続き開催している。
2025年3月、第60回上方漫才大賞新人賞にノミネートされた。

## メンバー
- 大ちゃん（1991年12月18日（33歳））
  - 立ち位置は左側。大阪府出身。本名は北川 大（きたがわ だい）
  - 趣味はネットサーフィン・バスケットボール・ラグビー・モンスターストライク・パパっとおつまみ作り
  - 特技は空手（初段）・愛想爆笑・地味な音モノマネ[3]
  - 酒豪で、肝臓の高数値をたたき出してしまったこともある。
- しんじょう（1994年4月10日（31歳））
  - 立ち位置は右側。大阪府出身。本名は新庄 大貴（しんじょう だいき）
  - 趣味はラグビー・自分の健康と向き合うこと・モンスターストライク・麻雀（見るだけ）
  - 特技は料理・口笛[3]
  - 食費を月5000円で済ませるほどの倹約家
  - 2023年、R-1グランプリに『オーパスツーしんじょう』として出場し、準々決勝に進出した。[4]

## 芸風
主に正統派のしゃべくり漫才を披露する。大ちゃんのあさっての方向を向いた言動に、しんじょうがキレよくツッコミを入れるスタイル。大ちゃんは目を大きく開き、しんじょうは逆に困り顔で目を閉じる、といった表情芸も特徴としている。
2021・23・24年にⅯ-1グランプリで3回戦に進出。キングオブコントにも出場しており、2024年に準々決勝に進出している。
2024年、ytv漫才新人賞のROUND2で1位通過し、松竹芸能所属で初めて決勝戦に進出した。決勝戦では7組中6位となり、審査員の粗品からのダメ出しがSNSで話題となった。

## 賞レース戦歴

### Ⅿ-1グランプリ[9]
| 年度             | 結果      | エントリー No. | 会場                           | 日時     | 備考 |
| ---------------- | --------- | -------------- | ------------------------------ | -------- | ---- |
| 2018年（第14回） | 2回戦進出 | 611            | 大丸心斎橋劇場                 | 10月13日 |      |
| 2019年（第15回） | 2回戦進出 | 2041           | 朝日生命ホール                 | 10月8日  |      |
| 2020年（第16回） | 2回戦進出 | 1794           | COOL JAPAN PARK OSAKA SSホール | 10月29日 |      |
| 2021年（第17回） | 3回戦進出 | 1213           | よしもと漫才劇場               | 10月26日 |      |
| 2022年（第18回） | 2回戦進出 | 2471           | 森ノ宮よしもと漫才劇場         | 10月10日 |      |
| 2023年（第19回） | 3回戦進出 | 674            | よしもと祇園花月               | 10月29日 |      |
| 2024年（第20回） | 3回戦進出 | 2865           | COOL JAPAN PARK OSAKA TTホール | 10月28日 |      |
| 2025年（第21回） |           | 3262           |                                |          |      |

### ytv漫才新人賞
- 2022年
  - 選考会ROUND2 11位
- 2024年
  - 選考会ROUND1 10位、ROUND2 1位（決勝戦進出）
  - 決勝戦 6位

### その他賞レース
- 2021年 カドキング2021 ～いっちゃんおもろい松竹若手は誰!?～ 決勝進出
- 2022年 TSUMEATO～爪痕～ 優勝
- 2023年 R-1グランプリ2023 準々決勝進出(しんじょう)
- 2024年 第3回 なんばお笑いグランプリ 優勝[10]
- 2024年 キングオブコント 準々決勝進出[11]

## 出演

### テレビ
- 走れ！みつくに社長（テレビ大阪）
- 漫才マン（関西テレビ）
- ytv漫才新人賞 （読売テレビ）

### ラジオ
- マイナビ Laughter Night （TBSラジオ、2024年・2025年）
- ミルクボーイの火曜日やないか！ （朝日放送ラジオ、2025年3月4日）
- オーパスツー＆ボニーボニー ミナミの地下で作戦中 (朝日放送ラジオ、2025年4月19日)
- ますだおかだ増田のラジオハンター（朝日放送ラジオ、2025年5月1日）
- オーパスツーの７７（MBSラジオ、2025年5月19日） - 初の冠ラジオ特番
- なすなか道場～ラジオの時間です！（朝日放送ラジオ、2025年6月21日）
- 土曜のお昼は、やっぱり八光！（ラジオ大阪、2025年7月5日）
- WELFARE group presents それU.K.!! ミライbridge（エフエム大阪、2025年7月20日、7月27日）
- ミッツ・マングローブのＯＳＡＫＡ・ん！メガミックス（MBSラジオ、2025年8月7日）

## 単独ライブ
- オーパスツー ~松竹若手漫才師と言えばわてらや！新ネタ3本、強化ネタ１本、ゲストは〇〇~ （心斎橋角座、2024年2月 - 2025年1月）

| 日時           | ゲスト             |
| -------------- | ------------------ |
| 2024年2月24日  | 骨付きバナナ       |
| 2024年3月23日  | ハスキーポーズ     |
| 2024年4月20日  | 風穴あけるズ       |
| 2024年5月23日  | 海原はるか・かなた |
| 2024年6月22日  | ボニーボニー       |
| 2024年7月27日  | たらちね           |
| 2024年8月24日  | 百点飯店           |
| 2024年9月28日  | 翠星チークダンス   |
| 2024年10月26日 | 例えば炎           |
| 2024年11月16日 | マーメイド         |
| 2024年12月21日 | パピヨンズ         |
| 2025年1月25日  | 海原はるか・かなた |

- オーパスツー2 ~松竹若手漫才師と言えばわてらや！新ネタ3本、強化ネタ１本、ゲストは〇〇~ （心斎橋角座、2025年3月 -）

| 日時          | ゲスト         |
| ------------- | -------------- |
| 2025年3月16日 | 黒帯           |
| 2025年4月20日 | 涼風           |
| 2025年5月18日 | ボニーボニー   |
| 2025年6月22日 | W刑事          |
| 2025年7月20日 | （ゲストなし） |
| 2025年8月24日 | ヤング         |